# 秋田県の市町村章一覧
秋田県の市町村章一覧（あきたけんのしちょうそんしょういちらん）は、秋田県内の市町村に制定されている、あるいは制定されていた市町村章の一覧である。なお、一覧の順序は全国地方公共団体コード順による。廃止された市町村章は廃止日から順に掲載している。

## 市部
| 市         | 市章 | 由来                                                               | 制定日         | 備考                                                                                 |
| ---------- | ---- | ------------------------------------------------------------------ | -------------- | ------------------------------------------------------------------------------------ |
| 秋田市     |      | 丸に矢留を表したもの                                               | 1928年6月8日   |                                                                                      |
| 能代市     |      | 「のしろ」を組み合わせたもの                                       | 2006年3月21日  | 色は緑色・水色・青色が指定されている 2代目の市章である                               |
| 横手市     |      | 「よ」・「Y」・平鹿郡の「ひ」を図案化したもの                      | 2005年10月1日  | 色は橙色・緑色・青色が指定されている 2代目の市章である                               |
| 大館市     |      | 「大」と楯を表したもの                                             | 1954年7月1日   | 当時の京都工芸繊維大学教授であった豊沢昇の作品である                                 |
| 男鹿市     |      | 「オガ」を図案化したもの                                           | 2005年3月22日  | 旧・男鹿市制時の1955年8月1日に制定されたものを新・男鹿市制時に再制定される           |
| 湯沢市     |      | 「ゆ」を図案化したもの                                             | 2005年7月18日  | 左から1番目・4番目は緑色・2番目は青色・3番目は橙色が指定されている 2代目の市章である |
| 鹿角市     |      | 「かつの」を図案化したもの                                         | 1972年12月18日 |                                                                                      |
| 由利本荘市 |      | 「由」・「本」・ユリの花・ユリ根を図案化したもの                   | 2005年3月22日  | 色は群青色が指定されている                                                           |
| 潟上市     |      | 「上」を図案化したもの                                             | 2005年3月22日  | 色は丸の部分は赤色・と弧の部分は青色・緑色と青色が指定されている                     |
| 大仙市     |      | 「D」をオオトリの様に図案化したもの                                | 2005年3月22日  | 色は赤色・青色が指定されている                                                       |
| 北秋田市   |      | 「き」を図案化したもの                                             | 2005年10月3日  | 色は緑色・橙色が指定されている                                                       |
| にかほ市   |      | 「に」を図案化したもの                                             | 2005年10月1日  | 色は橙色・緑色と青色が指定されている                                                 |
| 仙北市     |      | 「s」を図案化し、角館町・田沢湖町・西木村の3町村の合併を表したもの | 2005年9月20日  | 色は緑色・桃色・青色が指定されている                                                 |

## 町村部
| 郡       | 町村       | 町村章 | 由来                                                     | 制定日                        | 備考 |
| -------- | ---------- | ------ | -------------------------------------------------------- | ----------------------------- | --- |
| 鹿角郡   | 小坂町     |        | 外側が「鹿」・星型の「小」・内側に「坂」を表したもの     | 1972年4月1日 （便宜的な日付） | 第二次世界大戦前に制定されたが、詳細な日付は不明である 画家の福田豊四郎の作品である                                                                                    |
| 北秋田郡 | 上小阿仁村 |        | 「カ」を図案化したもの                                   | 1960年8月5日                  | 2代目の村章である |
| 山本郡   | 藤里町     |        | 「フ」を飛ぶ鳥の様に図案化し、外周に円をかこんだもの     | 1963年11月1日                 | 制定時から色を指定しなかったが、町制50周年記念として2014年2月10日から色を指定し、「フ」を「紫色」・それを取り囲む円を水色が指定されている 制定前は作成されていなかった |
| 山本郡   | 三種町     |        | 「種」を三つの輪で表したもの                             | 2006年3月20日                 | 色は赤色・青色・緑色が指定されている |
| 山本郡   | 八峰町     |        | 「八」を基本にし、白神山地などの山々・日本海を表したもの | 2006年3月27日                 | |
| 南秋田郡 | 五城目町   |        | 五つの「城」と目を表したもの                             | 1951年                        | 旧・五城目町制時に制定され、新・町制施行後に継承される |
| 南秋田郡 | 八郎潟町   |        | 八郎潟の「八」と帆を表したもの                           | 1957年11月3日                 | |
| 南秋田郡 | 井川町     |        | 「井」を図案化したもの                                   | 1959年12月24日                | 井川村章として制定され、町制施行後に継承される |
| 南秋田郡 | 大潟村     |        | 「オ」を図案化したもの                                   | 1969年7月29日                 | |
| 仙北郡   | 美郷町     |        | 「み」を抽象化したもの                                   | 2004年11月1日                 | 色は青色が指定されている |
| 雄勝郡   | 羽後町     |        | 「ウ」を円と剣にして図案化したもの>                      | 1958年10月7日                 | |
| 雄勝郡   | 東成瀬村   |        | 「ひ」・「成」を組み合わせたもの                         | 1967年5月25日                 | 制定前は作成されていなかった |

## 廃止された市町村章
| 市郡     | 町村       | 市町村章 | 由来 | 制定日         | 廃止日         | 備考 |
| -------- | ---------- | -------- | --- | -------------- | -------------- | --- |
| 山本郡   | 能代港町   |          | 「の」を巴形にし、四つの「ロ」を配したもの                                                                                 | 1914年3月      | 1940年10月1日  | |
| 南秋田郡 | 土崎港町   |          | 錨を図案化したもの | 1913年         | 1941年4月1日   | |
| 山本郡   | 八森町     |          | 不明 | 不明           | 不明           | 初代の町章である                                                                                         |
| 北秋田郡 | 上小阿仁村 |          | 不明 | 不明           | 1960年8月5日   | 初代の村章である                                                                                         |
| 北秋田郡 | 花矢町     |          | 不明 | 不明           | 1967年12月21日 | 制定前は作成されていなかった                                                                             |
| 平鹿郡   | 山内村     |          | 不明 | 不明           | 1968年12月27日 | 初代の村章である                                                                                         |
| 南秋田郡 | 琴浜村     |          | 「こと」を図案化し、村の発展と飛躍を表したもの                                                                             | 不明           | 1970年11月1日  | |
| 鹿角郡   | 花輪町     |          | 花の輪の花弁模様と町内の和合を表したもの                                                                                   | 1956年9月30日  | 1972年4月1日   | |
| 鹿角郡   | 尾去沢町   |          | 不明 | 不明           | 1972年4月1日   | |
| 鹿角郡   | 十和田町   |          | 「輪」は太陽・「十」を図案化してから太陽に向かって飛びつつある鳥を表したもの                                               | 1959年1月15日  | 1972年4月1日   | |
| 鹿角郡   | 八幡平村   |          | 「八」を図案化し、外側の円形は平和と団結を示したものであり、「八」の部分の先鋭は無限の発展を象徴したもの                   | 不明           | 1972年4月1日   | 制定前は作成されていなかった                                                                             |
| 仙北郡   | 六郷町     |          | 不明 | 不明           | 1973年7月9日   | 初代の町章である                                                                                         |
| 北秋田郡 | 鷹巣町     |          | 不明 | 1955年3月31日  | 1974年3月1日   | 旧制鷹巣町時に町章として制定され、新町制施行後に継承された 初代の町章である                              |
| 山本郡   | 二ツ井町   |          | 不明 | 不明           | 1975年3月25日  | 初代の町章である                                                                                         |
| 仙北郡   | 六郷町     |          | 「ろ」を図案化したもの | 1973年7月9日   | 2004年11月1日  | 2代目の町章である 六郷庁舎新築を記念して制定された                                                       |
| 仙北郡   | 千畑町     |          | 「セ」を飛ぶ鳥の様に図案化したもの                                                                                         | 1966年8月1日   | 2004年11月1日  | 千畑村章として制定され、町制施行後に継承される 制定前は作成されていなかった                              |
| 仙北郡   | 仙南村     |          | 「センナン」を図案化したもの                                                                                               | 1959年10月     | 2004年11月1日  | 制定前は作成されていなかった 条例では制定日を定めていない                                                |
| 河辺郡   | 河辺町     |          | 「カ」を円形に抽象化し、鳥が天空に飛び立つ姿を表したもの                                                                   | 1955年10月     | 2005年1月11日  | 制定前は作成されていなかった                                                                             |
| 河辺郡   | 雄和町     |          | 「Y」を若葉の形にして図案化したもの                                                                                        | 1958年7月6日   | 2005年1月11日  | 雄和村章として制定され、町制施行後に継承される                                                           |
| 本荘市   |            |          | 亀田藩の「亀」・本荘藩の「本」の両藩の相互理解を図案化したもの                                                             | 1954年3月31日  | 2005年3月22日  | 1913年10月に本荘町章として制定され、市制施行後に再制定される                                             |
| 由利郡   | 矢島町     |          | 「ヤ」を中心部の三角形のスギに図案化したもの                                                                               | 1968年12月1日  | 2005年3月22日  | 制定前は作成されていなかった                                                                             |
| 由利郡   | 岩城町     |          | 「い」を曲線にして図案化したもの                                                                                           | 1964年3月31日  | 2005年3月22日  | 1961年8月に制定されたものを1964年3月31日に再制定された 制定前は作成されていなかった                      |
| 由利郡   | 由利町     |          | 「由利」をユリの球根のように図案化したもの                                                                                 | 1960年11月1日  | 2005年3月22日  | 制定前は作成されていなかった                                                                             |
| 由利郡   | 西目町     |          | 全体は「目」であり、「に」を図案化し、外円は「し」を表したもの                                                             | 1961年9月29日  | 2005年3月22日  | 西目村章として制定され、町制施行後に継承された 制定前は作成されていなかった                              |
| 由利郡   | 鳥海町     |          | 全体は「鳥」を象り、三角形は鳥海山を表したもの                                                                             | 1968年2月27日  | 2005年3月22日  | 鳥海村章として制定され、町制施行後に継承された 制定前は作成されていなかった                              |
| 由利郡   | 東由利町   |          | 「ひ」を飛鳥上に図案化したもの                                                                                             | 1971年7月23日  | 2005年3月22日  | 東由利村章として制定され、町制施行後に継承された 制定前は作成されていなかった                            |
| 由利郡   | 大内町     |          | 「大内」を図案化したもの                                                                                                   | 1957年6月30日  | 2005年3月22日  | 大内村章として制定され、町制施行後に継承された                                                           |
| 大曲市   |            |          | 「大」を図案化したもの | 1954年5月3日   | 2005年3月22日  | |
| 仙北郡   | 神岡町     |          | 「カ」を末広型に意匠化したもの                                                                                             | 1964年         | 2005年3月22日  | 制定前は作成されていなかった                                                                             |
| 仙北郡   | 西仙北町   |          | 「西」を上部は翼型・下部は円形に図案化したもの                                                                             | 1959年10月15日 | 2005年3月22日  | |
| 仙北郡   | 中仙町     |          | 「中仙」を図案化したもの                                                                                                   | 1956年4月10日  | 2005年3月22日  | |
| 仙北郡   | 協和町     |          | 「キ」を象形文字に図案化したもの                                                                                           | 1959年3月18日  | 2005年3月22日  | 協和村章として制定され、町制施行後に継承された                                                           |
| 仙北郡   | 仙北町     |          | 「セ」を若芽に準えて図案化したもの                                                                                         | 1960年         | 2005年3月22日  | 仙北村章として制定され、町制施行後に継承された 制定前は作成されていなかった                              |
| 仙北郡   | 太田町     |          | 「太」を図案化したもの | 1958年1月20日  | 2005年3月22日  | 太田村章として制定され、町制施行後に継承された                                                           |
| 仙北郡   | 南外村     |          | 「ナ」をハトに図案化したもの                                                                                               | 1960年7月29日  | 2005年3月22日  | 制定前は作成されていなかった                                                                             |
| 北秋田郡 | 鷹巣町     |          | 「た」を円形かつ翼状に図案化したもの                                                                                       | 1974年3月1日   | 2005年3月22日  | 1979年1月27日に告示される 2代目の町章である                                                              |
| 北秋田郡 | 合川町     |          | 「あい」を図案化したもの                                                                                                   | 1956年12月20日 | 2005年3月22日  | |
| 北秋田郡 | 森吉町     |          | 「モリ」を図案化したもの                                                                                                   | 1960年9月10日  | 2005年3月22日  | 制定前は作成されていなかった                                                                             |
| 北秋田郡 | 阿仁町     |          | 「ア」は山・「二」は川を双方ともに表し、そして図案化したもの                                                               | 1961年6月2日   | 2005年3月22日  | 制定前は作成されていなかった                                                                             |
| 南秋田郡 | 昭和町     |          | 「ショウワ」を翼型に図案化したもの                                                                                         | 1964年6月6日   | 2005年3月22日  | 制定前は作成されていなかった                                                                             |
| 南秋田郡 | 飯田川町   |          | 「い」を円形にしたもの | 1960年11月5日  | 2005年3月22日  | |
| 南秋田郡 | 天王町     |          | 「天王」を重ね合わせて円形にして図案化したもの                                                                             | 1961年10月1日  | 2005年3月22日  | |
| 湯沢市   |            |          | 「ゆ」を図案化したもの | 1954年12月10日 | 2005年3月22日  | 初代の市章である                                                                                         |
| 雄勝郡   | 稲川町     |          | 「イナ川」を翼型にして図案化したもの                                                                                       | 1966年4月20日  | 2005年3月22日  | 制定前は作成されていなかった                                                                             |
| 雄勝郡   | 雄勝町     |          | 「オ」を円形にして図案化したもの                                                                                           | 1958年10月1日  | 2005年3月22日  | |
| 雄勝郡   | 皆瀬村     |          | 「み」を翼型にして図案化したもの                                                                                           | 1973年6月1日   | 2005年3月22日  | 制定前は作成されていなかった                                                                             |
| 南秋田郡 | 若美町     |          | 「ワミ」を図案化したもの                                                                                                   | 1970年11月1日  | 2005年3月22日  | |
| 北秋田郡 | 比内町     |          | 「ひ」を図案化し、ニワトリを象徴したもの                                                                                   | 1958年9月10日  | 2005年6月20日  | 1968年4月1日に告示された                                                                                 |
| 北秋田郡 | 田代町     |          | 「田」を図案化し、中央部に「ロ」を四つ組み合わせて「四ロ→シロ→代」と読ませる、「ロ」はコメの形を想像している               | 1974年4月1日   | 2005年6月20日  | 1958年に制定されていたのを1974年4月1日に告示された                                                       |
| 仙北郡   | 角館町     |          | 「カ」を鳩の形に図案化したもの                                                                                             | 1961年3月29日  | 2005年9月20日  | 制定前は作成されていなかった                                                                             |
| 仙北郡   | 田沢湖町   |          | 「た」を田沢湖・駒ヶ岳の形に図案化したもの                                                                                 | 1960年1月5日   | 2005年9月20日  | |
| 仙北郡   | 西木村     |          | 「にし」を図案化したもの                                                                                                   | 1962年8月13日  | 2005年9月20日  | 制定前は作成されていなかった                                                                             |
| 横手市   |            |          | 「大」を星に形取り、「ヨコテ」と作図をもって配したもの                                                                     | 1951年4月1日   | 2005年10月1日  | 初代の市章である                                                                                         |
| 平鹿郡   | 増田町     |          | 「マ」を図案化したもの | 1965年11月10日 | 2005年10月1日  | 制定前は作成されていなかった                                                                             |
| 平鹿郡   | 平鹿町     |          | 「ひ」を図案化したもの | 1962年6月1日   | 2005年10月1日  | 制定前は作成されていなかった                                                                             |
| 平鹿郡   | 雄物川町   |          | 「お」を円形にして図案化し、右下の三本線は「川」を表したもの                                                               | 1958年1月24日  | 2005年10月1日  | |
| 平鹿郡   | 大森町     |          | 「大森」を想像し、図案化したもの                                                                                           | 1955年10月19日 | 2005年10月1日  | |
| 平鹿郡   | 十文字町   |          | 「十」をツバメが飛ぶ姿を表したもの                                                                                         | 1958年5月      | 2005年10月1日  | |
| 平鹿郡   | 山内村     |          | 「さ」を円形にしたもの | 1968年12月27日 | 2005年10月1日  | 2代目の村章である                                                                                        |
| 平鹿郡   | 大雄村     |          | 「大」をタカの様に図案化したもの                                                                                           | 1960年4月      | 2005年10月1日  | 制定前は作成されていなかった                                                                             |
| 由利郡   | 仁賀保町   |          | 「カ」を二つ上に組み合わせ、「ホ」を下に置いたもの                                                                         | 1957年9月      | 2005年10月1日  | |
| 由利郡   | 金浦町     |          | 外郭は「金（ゴールド）」に通じ、中の五つの円はサクラを表し、人によってはウメかモモと見られ、三角は灯台かつ港町を表したもの | 1969年12月26日 | 2005年10月1日  | 色は桃色・青色・水色が指定されている 明治百年記念式典に一環として制定された 制定前は作成されていなかった |
| 由利郡   | 象潟町     |          | 「き」を円形かつ翼型に図案化したもの                                                                                       | 1961年5月26日  | 2005年10月1日  | 制定前は作成されていなかった                                                                             |
| 山本郡   | 琴丘町     |          | 「コト」を図案化したもの                                                                                                   | 1962年         | 2006年3月20日  | 制定前は作成されていなかった                                                                             |
| 山本郡   | 山本町     |          | 「やまもと」を図案化したもの                                                                                               | 1958年10月25日 | 2006年3月20日  | 山本村章として制定され、町制施行後に継承された                                                           |
| 山本郡   | 八竜町     |          | 「八」を図案化したもの | 1962年9月1日   | 2006年3月20日  | 八竜村章として制定され、町制施行後に継承された 制定前は作成されていなかった                              |
| 能代市   |            |          | 内側に四つの「ノ」・外側に「シ」を図案化したもの                                                                           | 1948年8月1日   | 2006年3月21日  | 1940年に制定されたものを1948年8月1日に再制定された 初代の市章である                                      |
| 山本郡   | 二ツ井町   |          | 「二」を円形にして図案化したもの                                                                                           | 1975年3月25日  | 2006年3月21日  | 2代目の町章である 町村合併20周年を記念して制定された                                                     |
| 山本郡   | 八森町     |          | 「八」・針葉樹を丸く図案化したもの                                                                                         | 1954年10月1日  | 2006年3月27日  | 2代目の町章である                                                                                        |
| 山本郡   | 峰浜村     |          | 「ミ」を円く図案化したもの                                                                                                 | 1965年4月1日   | 2006年3月27日  | 制定前は作成されていなかった                                                                             |

### 書籍
- 小学館辞典編集部 編『図典 日本の市町村章』（初版第1刷）小学館、2007年1月10日。ISBN 4095263113。
- 近藤春夫『都市の紋章 : 一名・自治体の徽章』行水社、1915年。NDLJP:955061
- 中川幸也『シリーズ人間とシンボル第2号「都市の旗と紋章」』中川ケミカル、1987年10月11日。
- 丹羽基二『日本の市章 （東日本）』保育社、1984年4月5日。
- 望月政治『都章道章府章県章市章のすべて』日本出版貿易株式会社、1973年7月7日。
- NHK情報ネットワーク『NHKふるさとデータブック2 [東北]』日本放送協会、1992年4月1日。

### 自治体書籍
- 秋田県町村会『秋田県町村合併誌』秋田県、1960年3月10日。

#### 秋田周辺地域
- 河辺町役場『河辺町史』秋田県河辺郡河辺町、1985年10月。
- 雄和町史『雄和町例規集』秋田県河辺郡雄和町。
- 琴浜村役場『琴浜村勢要覧　昭和36年版』秋田県南秋田郡琴浜村、1961年7月。
- 琴浜村役場『琴浜村勢要覧　昭和38年版』秋田県南秋田郡琴浜村、1963年9月。
- 若美町役場『若美町例規集』秋田県南秋田郡若美町。

#### 大曲・仙北地域と横手・平鹿地域
- 神岡町役場『神岡町町勢要覧 1990』秋田県仙北郡神岡町役場企画調整課、1990年。
- 西仙北町役場『西仙北町史』秋田県河辺郡西仙北町郷土史編纂委員会、1995年10月。
- 中仙町役場『町勢要覧 中仙 1986』秋田県仙北郡中仙町役場総務課、1986年10月1日。
- 西仙北町役場『西仙北 町勢要覧（昭和51年版）』秋田県仙北郡西仙北町役場企画室、1976年。
- 協和町役場『協和町史 上』秋田県仙北郡協和町史編纂委員会、2001年3月。
- 協和町役場『協和町史 下』秋田県仙北郡協和町史編纂委員会、2001年3月。
- 大仙市役所『太田町史 地誌・年表編』秋田県大仙市教育委員会 太田分室、2007年3月。
- 南外村役場『南外村史 地誌・年表編』秋田県仙北郡南外村南外村史編集委員、2003年6月。
- 大曲市役所『大曲市例規集』秋田県大曲市。
- 協和町役場『協和町例規集』秋田県仙北郡協和町。
- 仙北町役場『仙北町例規集』秋田県仙北郡仙北町。
- 西仙北町役場『西仙北町例規集』秋田県仙北郡西仙北町。
- 南外村役場『南外村例規集』秋田県仙北郡南外村。
- 中仙町役場『中仙町例規集』秋田県仙北郡中仙町。
- 六郷町役場『六郷町例規集』秋田県仙北郡六郷町。
- 六郷町役場『六郷町勢要覧 1981 清水と森の町ろくごう　町制施行90年のあゆみ』秋田県線北郡六郷町、1981年。
- 千畑町役場『千畑町例規集』秋田県仙北郡千畑町。
- 仙南村役場『仙南村例規集』秋田県仙北郡仙南村。

#### 大館・北秋田地域と鹿角地域
- 鷹巣町役場『鷹巣町例規集』秋田県北秋田郡鷹巣町。
- 合川町役場『合川町例規集』秋田県北秋田郡合川町。
- 合川町役場『田代町史 本編』秋田県北秋田郡田代町町。
- 田代町史編集委員会『町勢要覧 十和田町 昭和34年版』秋田県鹿角郡十和田町、2002年8月。
- 花輪町役場『花輪町公示版』秋田県鹿角郡花輪町。
- 十和田町史編集委員会『町勢要覧 十和田町 昭和34年版』秋田県鹿角郡十和田町、2002年8月。
- 八幡平村『八幡平村勢要覧 1966 八幡平村のあゆみ』秋田県鹿角郡八幡平村。

#### 本荘・由利地域
- 矢島町役場『矢島町例規集』秋田県由利郡矢島町。
- 矢島町役場『岩城町例規集』秋田県由利郡岩城町。
- 由利町役場『由利町例規集』秋田県由利郡由利町。
- 鳥海町役場『鳥海町例規集』秋田県由利郡鳥海町。
- 東由利町役場『東由利町例規集』秋田県由利郡東由利町。
- 大内町役場『大内町例規集』秋田県由利郡大内町。
- 象潟町史編纂委員会『象潟町史 通史編 上』秋田県由利郡象潟町、2002年。
- 象潟町史編纂委員会『象潟町史 通史編 下』秋田県由利郡象潟町、2001年。
- 金浦町史編纂委員会『金浦町史 通史編 上』秋田県由利郡金浦町、1990年。
- 金浦町史編纂委員会『金浦町史 通史編 下』秋田県由利郡金浦町、1990年。

#### 能代・山本地域
- 山本町役場『山本町例規集』秋田県山本郡山本町。
- 八竜町役場『八竜町例規集』秋田県山本郡八竜町。
- 八森町役場『八森町例規集』秋田県山本郡八森町。
- 八森町役場『町勢要覧 はちもり 町勢要覧1979年発行』秋田県山本郡八森町、1979年10月。
- 峰浜村役場『麓風と潮風薫る郷 峰浜村誕生50周年記念誌』秋田県山本郡峰浜村。
- 二ツ井町役場『二ツ井町閉町記念誌』秋田県山本郡二ツ井町、2006年3月。
- 二ツ井町役場『広報ふたつい 昭和41年5月10号』秋田県山本郡二ツ井町、1966年5月10日。
- 二ツ井町役場『広報ふたつい 昭和50年2月16号』秋田県山本郡二ツ井町、1975年2月16日。